# Lijst van materiaaleigenschappen
Onderstaande lijst bevat een onvolledige opsomming van materiaaleigenschappen.

## Mechanische eigenschappen
Kenmerken van een materiaal die behoren bij het vermogen om bestand te zijn tegen uitgeoefende fysieke krachten.
- breuktaaiheid
- brosheid
- buigsterkte
- druksterkte
- ductiliteit
- elasticiteit (stijfheid)
- hardheid
- kruip
- plasticiteit
- rek
- slijtvastheid
- taaiheid
- treksterkte
- vervormbaarheid

## Thermische eigenschappen
- glastemperatuur
- kookpunt
- kritisch punt
- smeltpunt
- soortelijke warmte
- stolpunt
- thermische geleidbaarheid
- thermische stabiliteit (hitte- en koudebestendigheid)
- tripelpunt
- uitzettingscoëfficiënt
- verwelkingspunt
- zelfontbrandingstemperatuur

## Chemische eigenschappen
Chemische eigenschappen van een gegeven stof of materiaal worden bepaald door zijn chemische samenstelling, en door zijn reactiviteit met andere stoffen en omgevingen. Als atomen worden vervangen door isotopen van hetzelfde chemisch element blijven de chemische eigenschappen hetzelfde.
- brandbaarheid
- chemische stabiliteit (reactiviteit)
- chemische reactiviteit
- corrosiebestendigheid
- geur
- giftigheid
- kleur
- smaak
- stroomgeleidbaarheid
- vochtbestendigheid
- zuurbestendigheid

## Fysische eigenschappen
Kenmerken van een materiaal die kunnen veranderen, zonder de chemische samenstelling te veranderen of te vernietigen.
- elektrische weerstand
- fase
- kristallijne structuur
- smeltpunt
- soortelijke massa
- soortelijke warmte
- stolpunt
- thermische geleidbaarheid
- thermische uitzetting
- viscositeit
- vlampunt
- warmtegeleidingsvermogen

## Akoestische eigenschappen
- geluidssnelheid
- isolerende werking

## Optische eigenschappen
- brekingsindex
- fluorescentie
- helderheid (van transparante materialen)
- kleur
- lichtechtheid

## Elektriciteit en magnetisme
- ferromagnetisme
- magnetische susceptibiliteit
- permittiviteit (diëlektrische constante)
- soortelijke weerstand

## Oppervlak
- adhesie
- hechting van lijmen en lakken
- oppervlaktetextuur
  - oppervlakteruwheid

## Radioactiviteit
- doorlaatbaarheid voor straling
- radioactiviteit

## Ecologie en biologie
- biocompatibiliteit (van belang voor protheses, zoals kunstkleppen voor een hart)
- biologische afbreekbaarheid
- houdbaarheid
- toxische eigenschappen

## Verloop in de tijd
Bovengenoemde materiaaleigenschappen kunnen in de loop der tijd veranderen. Bijvoorbeeld, na het storten van beton duurt het enige weken of maanden voor het materiaal de gewenste sterkte heeft bereikt. Op langere termijn is materiaal onderhevig aan veroudering, vermoeiing en slijtage. Hout kan na verloop van jaren gaan rotten en vervolgens bezwijken. Met diverse conserveringstechnieken probeert men materieel verval zoveel mogelijk te vertragen.

## Overig
Doordat materialen als hout vezels bevatten, zijn ze in bepaalde richtingen sterker dan in andere richtingen. Het verschijnsel waar materiaaleigenschappen afhankelijk zijn van oriëntatie heet anisotropie. Een materiaal dat in alle richtingen dezelfde eigenschappen vertoont noemt men isotroop.